# Alsóárpás község
Alsóárpás község (románul: Comuna Arpașu de Jos) község Szeben megyében, Romániában. Központja Alsóárpás, beosztott falvai Felsőárpás és Oláhújfalu.

## Fekvése
Fogarasföld középpontjában, Szeben megye délkeleti részén helyezkedik el, Nagyszebentól 47, Viktóriavárostól 15 kilométerre. Szomszédai: északon Brulya és Kürpöd, nyugaton Alsóporumbák, délnyugaton Kercisóra, délen Argeș megye, keleten Brassó megye. A községen áthalad a DN1 főút, valamint a DJ 105H és DJ 105P megyei utak.

## Népessége
1850-től a népesség alábbiak szerint alakult:
| Lakosok száma | 3225 | 3446 | 3937 | 3730 | 3705 | 3351 | 2862 | 2803 | 2502 | 2594 |
|               | 1850 | 1880 | 1900 | 1920 | 1941 | 1977 | 1992 | 2002 | 2011 | 2021 |

A 2011-es népszámlálás adatai alapján a község népessége 2502 fő volt, melynek 91,05%-a román, 2,64%-a roma és 1,28%-a magyar. Vallási hovatartozás szempontjából a lakosság 88,69%-a ortodox és 3,84%-a hetednapi adventista.

## Nevezetességei
A község területéről az alábbi épületek szerepelnek a romániai műemlékek jegyzékében:
- az alsóárpási Istenszülő elszenderedése templom (LMI-kódja SB-II-m-B-12314)
- a felsőárpási Istenszülő elszenderedése templom (SB-II-m-B-12315)

Országos szinten védett területek:
- a Fogarasi-havasok Alsóárpás és Felek között , ezen belül mormotarezervátum
- Lacul Tătarilor tőzegláp